# Convair XC-99
Convair XC-99 byl prototyp těžkého transportního letounu vyvinutého výrobcem Convair pro letectvo Spojených států amerických. Představoval derivát strategického bombardéru B-36 Peacemaker. Poprvé vzlétl roku 1947 a následně byl provozován do roku 1957. Sériově vyráběn nebyl. V roce 2025 zůstával uložen na hřbitově letadel Davisově–Monthanově letecké základně u Tucsonu v Arizoně. XC-99 je největší pozemní transportní letoun s pístovým pohonem.

## Historie

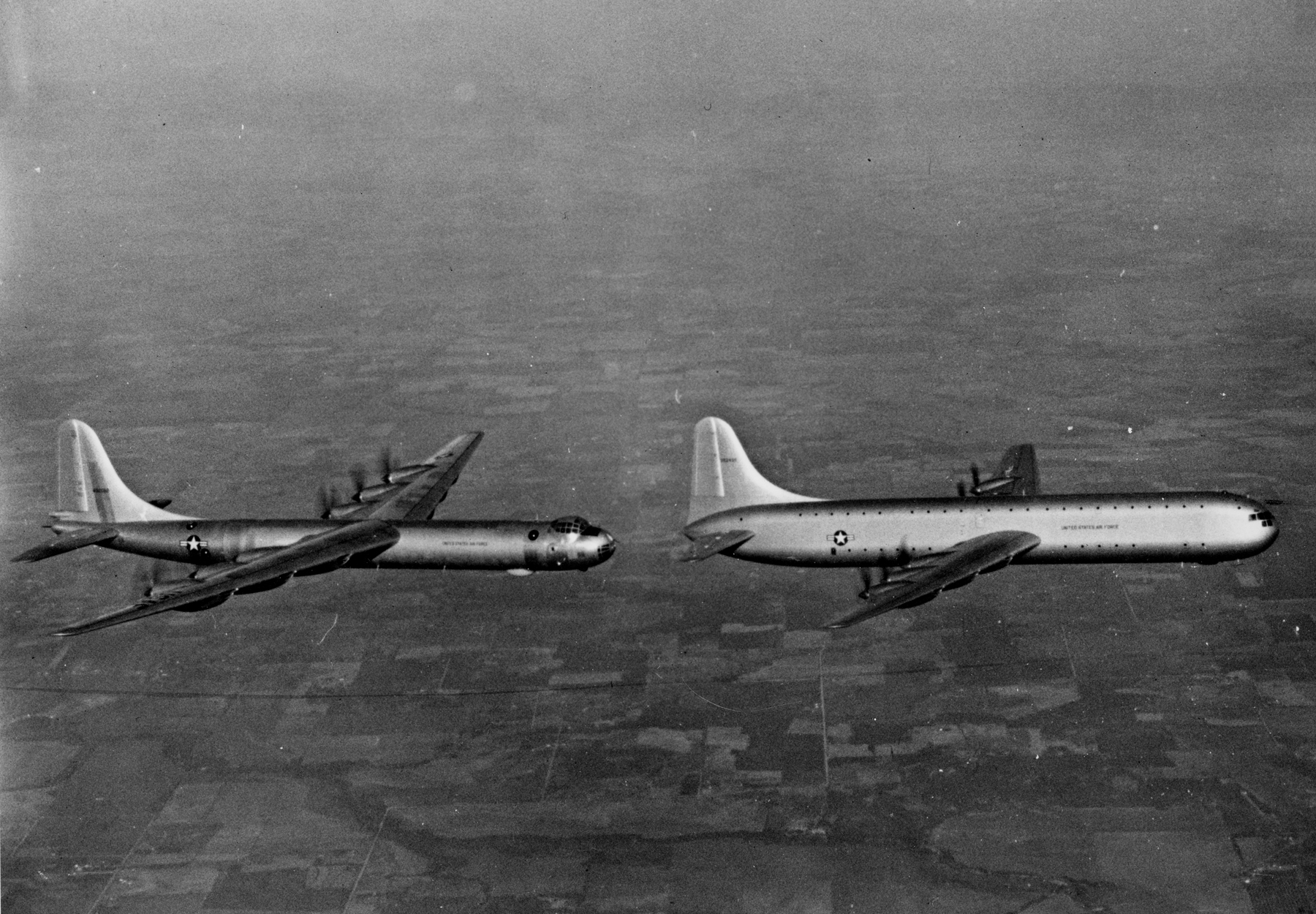
Strategický bombardér Convair B-36B letící za transportním letounem Convair XC-99

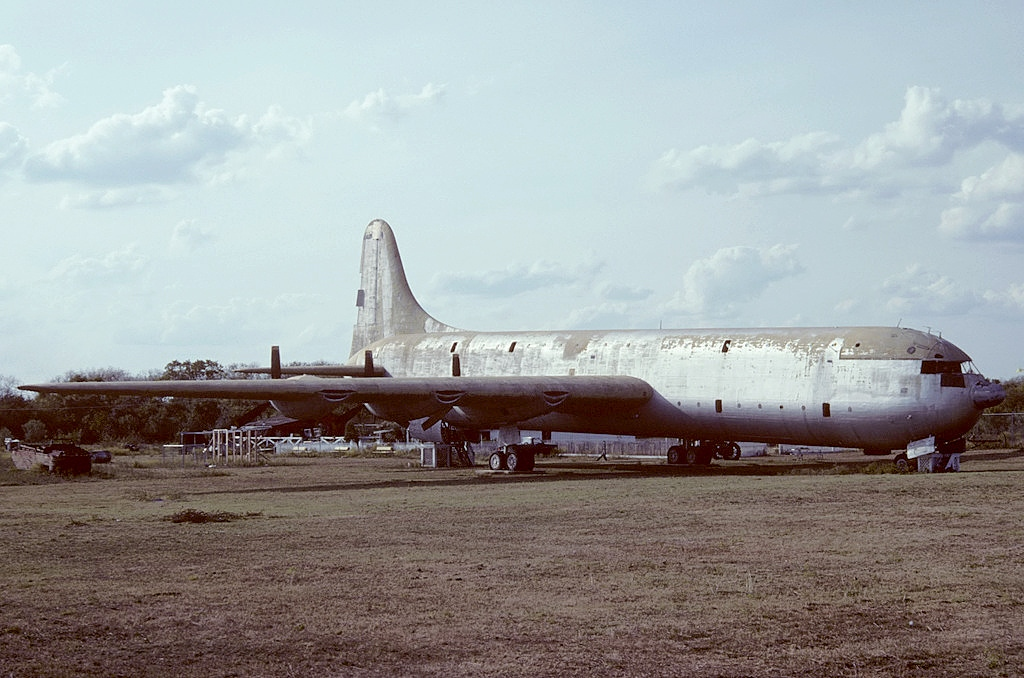
Vrak letounu XC-99 odstavený v roce 1992 na základně Kelly Air Force Base

Za druhé světové války měly americké ozbrojené síly obavy z nedostatečných přepravních kapacit transportního letectva. Armádní letecký sbor Spojených států (USAAC) proto rozeslal specifikaci na těžký transportní letoun s doletem až 12 800 km (8000 mil) a schopností unést 400 vojáků, nebo 45 tun nákladu. Stavba prototypu Convair Model 37 byla objednána u společnosti Consolidated Aircraft, která se roku 1943 sloučila s výrobcem Vultee Aircraft ve společnost Convair.
Později se označení letounu změnilo na XC-99. Konstrukčně byl stroj odvozen ze souběžně vyvíjeného strategického bombardéru Convair B-36 Peacemaker. Přebíral z něj křídla s motory v tlačném uspořádání, podvozek a ocasní plochy. Zcela nový byl dvoupodlažní přetlakový trup, který se vyznačoval obrovským nákladovým prostorem o objemu 4876 krychlových metrů (16 000 krychlových stop).
Prototyp XC-99 (sériové číslo 43-52436) poprvé vzlétl 24. listopadu 1947. Jeho výkony skutečně překonávaly všechny předchozí nákladní letouny. Roku 1949 prototyp testovalo nově vzniklé Letectvo Spojených států amerických. Neprosadil se však silné konkurenci již zavedených letounů Douglas C-74 Globemaster a Boeing C-97 Stratofreighter, či modernějších typů Douglas C-124 Globemaster II a Douglas C-133 Cargomaster. Sériová výroba XC-99 nebyla objednána. Letoun neuspěl ani v civilním sektoru. Americké aerolinie Pan American World Airways objednaly 25 letounů civilní verze pro 204 cestujících, označenou Super Clipper. Zakázka však byla zrušena ještě před zahájením jejich stavby.
Od července 1950 prototyp začal být využíván americkým letectvem pro přepravu komponentů bombardérů B-36 mezi výrobním závodem společnosti Convair v San Diegu a Kelly Air Force Base v San Antoniu v Texasu. Při jednom z takových letů, příznačně pojmenovaném operace Elephant, XC-99 vytvořil rekord v nejtěžším užitečném zatížení, které kdy letadlo přepravilo. Přepravil 45 812 kg (101 266 liber) motorů a vrtulí, přičemž misi dokázal dokončit s jedním nepracujícím motorem. V srpnu 1953 letoun vlastní rekord překonal s nákladem o hmotnosti 47 173 kg (104 000 liber). Během služby byl XC-99 průběžně vylepšován. Mimo jiné v roce 1951 dostal výkonnější motory Pratt & Whitney R-4360 Wasp Major a v roce 1953 do přídě meteorologický radar AN/APS-42. Jeho nevýhodou byly vysoké provozní náklady, přičemž mohl operovat jen z velkých letišť. Ze služby byl prototyp vyřazen roku 1957, když u něj bylo zjištěno únavové poškození křídel a trupových přepážek. V té době měl na kontě 7400 letových hodin a přes 27 000 tun přepraveného nákladu.
Po vyřazení z provozu byl prototyp XC-99 vystaven na základně Kelly Air Force Base v San Antoniu v Kalifornii. Protože jej letectvo ponechalo na soukromém pozemku, jeho majitel vybíral od návštěvníků za prohlídku dolar. Soudní spor s ním letectvo prohrálo. Kvůli uzavření Kellyho letecké základny byl letoun roku 2008 rozebrán a převezen do Národního muzea letectva Spojených států amerických, kde bylo plánováno jeho vystavení. Ukázalo se však, že kvůli rozsáhlému poškození korozí potřeboval velmi nákladné opravy. Následně byl letoun na palubě transportního letounu Lockheed C-5 Galaxy převezen na letecký hřbitov na Davisově–Monthanově letecké základně u Tucsonu v Arizoně. Uložen tam byl v naději, že v tamním suchém klimatu se jeho stav nebude dále zhoršovat a bude možné jej případně obnovit.

## Specifikace (XC-99)

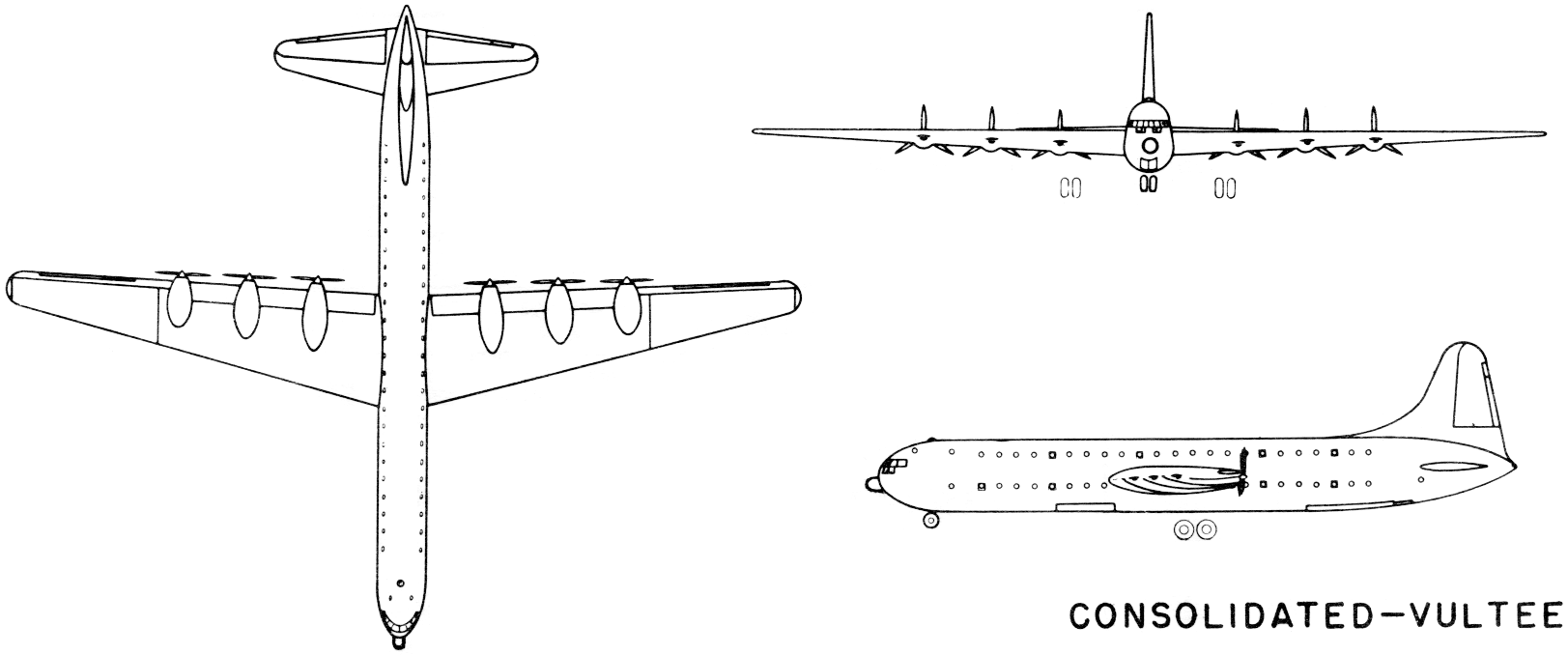
Třípohledový nákres XC-99

### Technické údaje
- Osádka: 5 + 5 (dvě střídající se posádky)
- Nosnost: 400 vojáků, nebo 45 tun nákladu
- Rozpětí: 70,1 m
- Délka: 55,63 m
- Výška: 17,53 m
- Hmotnost prázdného stroje: 61 340 kg
- Maximální vzletová hmotnost: 145 150 kg
- Pohonné jednotky: 6× vzduchem chlazený čtyřdobý zážehový přeplňovaný čtyřhvězdicový 28válec Pratt & Whitney R-4360 Wasp Major, každý o výkonu 3500 hp (2600 kW)

### Výkony
- Maximální rychlost: 494 km/h
- Dolet: 13 000 km (s nákladem 4500 kg)